# Nebulosa de emissão

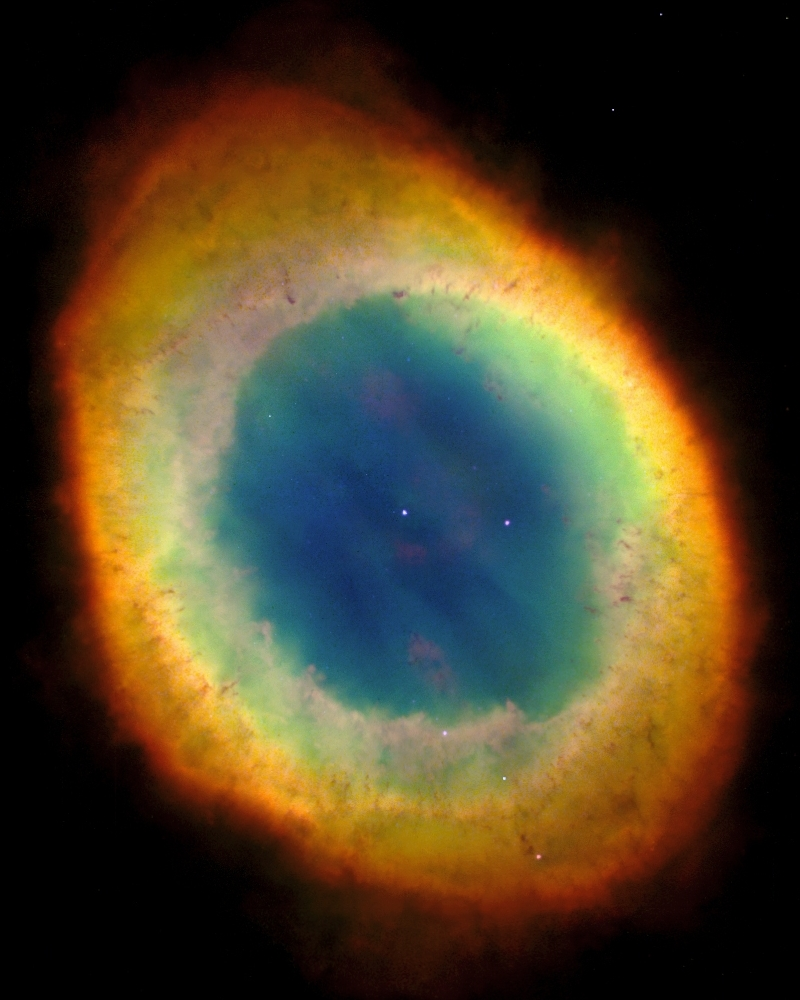
Nebulosas planetárias, representadas aqui pela Nebulosa do Anel, são exemplos de nebulosas de emissão.

Uma nebulosa de emissão é uma nebulosa que rodeia a uma estrela quente e difunde a energia recebida em forma de radiação, com um espectro marcado por linhas brilhantes de hidrogénio.
A cor vermelha característica de muitas destas nebulosas é devida, justamente, à linha alfa de hidrogénio.
Um exemplo de nebulosa de emissão é a nebulosa de Orion. Esta nebulosa (a 1.800 anos luz do Sol) é formada por gases que rodeiam um grupo de estrelas jovens e cujos átomos se excitam com a energia dessas estrelas.